# George FitzClarence, 1.º Conde de Munster
George Augustus Frederick FitzClarence, 1.º Conde de Munster, 1.º Visconde FitzClarence e 1.º Barão Tewkesbury PC (Londres, 29 de janeiro de 1794 – Londres, 20 de março de 1842) foi o filho ilegítimo mais velho do rei Guilherme IV do Reino Unido e sua amante Dorothea Jordan.
Como seus irmãos, Jorge manteve pouco contato com a mãe depois da separação dos pais em 1811, preferindo confiar suas expectativas em seu pai. Ele serviu como oficial do exército britânico durante a Guerra Peninsular e depois na Índia. Guilherme, mesmo orgulhoso do histórico militar do filho, ficou muito preocupado com seus vícios de bebida e jogos, algo que seus outros filhos também estavam propensos.
Ele recebeu seus títulos em 4 de junho de 1831, entrando para o Conselho Privado em 1833. "Conde de Munster" era um título mantido por seu pai antes de se tornar rei. Jorge, como os irmãos, ficou insatisfeito com as disposições feitas para ele e assim, combinado com sua cada vez maior instabilidade mental, causou várias brigas com Guilherme que levaram a uma separação total. A separação criou uma grande aflição no rei, porém aqueles próximos acharam que quanto menor fosse o contato entre os dois melhor, já que as visitas de Jorge invariavelmente chateavam seu pai.
Jorge conseguiu o título de Major-General do exército. Ele manteve o cargo de ajudante de campo de Guilherme durante todo o seu reinado. Ele também foi tenente da Torre de Londres entre 1831 e 1833, condestável do Castelo de Windsor de 1833 a 1842 e ajudante de campo da rainha Vitória do Reino Unido entre 1837 e 1841. Foi eleito presidente da Real Sociedade Asiática em 1841.
Ele se casou em 18 de outubro de 1819 com Maria Wyndham, filha de Jorge Wyndham, 3.º Conde de Egremont, e sua amante Isabel Fox. Os dois tiveram ao todo sete filhos.
Jorge cometeu suicídio aos 48 anos com uma pistola que lhe foi dada de presente pelo rei Jorge IV do Reino Unido (então ainda Príncipe de Gales). Seu suicídio não foi uma surpresa para sua família, que há muito estava preocupada com sua saúde mental; os biógrafos de seu pai atribuem o evento a "uma sensação paranóica de perseguição". Em seu inquérito, o médico e o cirurgião disseram ao médico legista que acreditavam que Jorge estava enlouquecendo. Recentemente houve a especulação que ele estava sofrendo de  porfiria, doença hereditária que afetara seu avô Jorge III do Reino Unido e outros membros da família real.
Foi eleito membro da Royal Society em 1820.